# Jana Dukátová

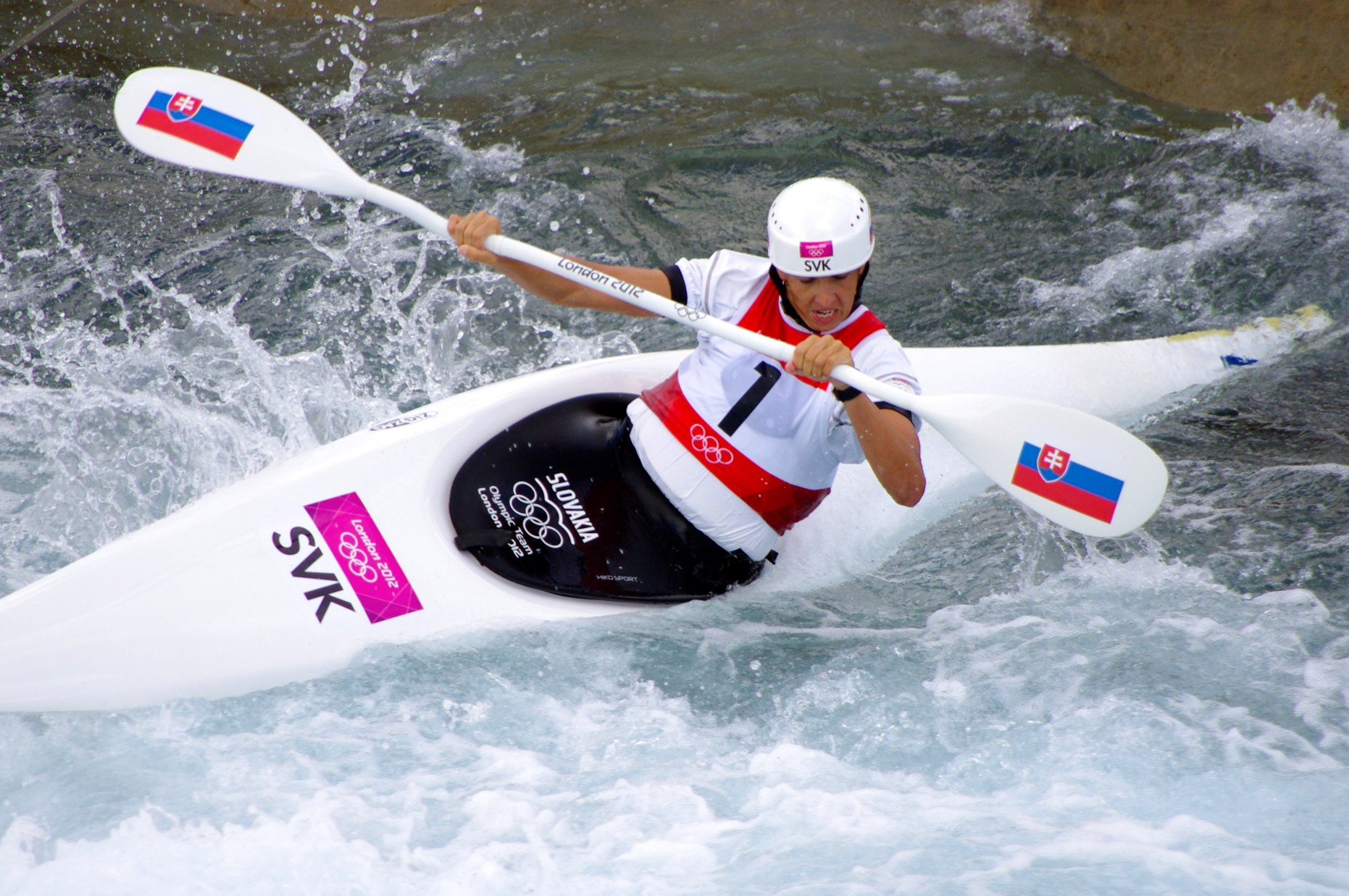
Jana Dukátová na LOH 2012

Jana Dukátová (* 13. června 1983 Bratislava) je slovenská vodní slalomářka, kajakářka a kanoistka závodící v kategoriích K1 a C1.
Od roku 2001 trénuje pod trenérem Robertem Orokockým na kanále s divokou vodou v Čunovu. Od roku 2004 je pravidelnou členkou slovenského reprezentačního družstva vodních slalomářů, působí ve vrcholovém středisku Národné športové centrum. Je trojnásobnou mistryni Evropy v kategorii do 23 let a akademickou mistryni světa z roku 2006. Na seniorských mistrovstvích světa získala celkem tři zlaté (C1 – 2010; K1 – 2006; K1 družstva – 2011), čtyři stříbrné (K1 – 2010, 2011, 2017; K1 družstva – 2009) a jednu bronzovou medaili (K1 družstva – 2014), z evropských šampionátů si přivezla tři zlaté (K1 – 2010; K1 družstva – 2005, 2006), pět stříbrných (C1 – 2010; K1 – 2011; K1 družstva – 2007, 2008, 2009) a pět bronzových medailí (K1 – 2016; K1 družstva – 2010, 2011, 2012, 2016). Na mistrovství Evropy 2010 v Čunovu se jí přitom podařilo získat cenný kov v každé disciplíně, které se zúčastnila. V letech 2009, 2010, 2011 a 2013 vyhrála celkové pořadí Světového poháru v kategorii K1.
Na Letních olympijských hrách 2012 v Londýně skončila v závodě K1 na 6. místě. O čtyři roky později, v Riu 2016, se umístila na čtvrté příčce.
V roce 2006 byla oceněna Cenou Ondreje Nepely udělovanou Slovenským olympijským výborem sportovcům mladším než 23 let s výraznou sportovní perspektivou.